# Saint-Beauzély
Saint-Beauzély è un comune francese di 534 abitanti situato nel dipartimento dell'Aveyron nella regione dell'Occitania.

## Società

### Evoluzione demografica
Abitanti censiti